# Folding-Fin Aerial Rocket
Folding-Fin Aerial Rocket (FFAR, även kallad Mighty Mouse) är ett amerikanskt raketvapen som konstruerades vid Naval Air Weapons Station China Lake på 1940-talet. Den var ursprungligen tänkt som jaktraket och användes som beväpning på F-86 Sabre, F-89 Scorpion, F-94 Starfire och F-102 Delta Dagger för att skjuta ner tunga bombflygplan. Precisionen var dock sämre än förväntat och den ersattes ganska snart med första generationens jaktrobotar som AIM-4 Falcon och AIM-9 Sidewinder.
Raketen började i stället att användas som attackraket mot markmål, till en början mot ytmål där precision inte var prioriterat. I början på 1960-talet började FFAR-raketer användas på helikoptrar. Tanken var att eftersom helikoptrar ofta anföll mål på mycket kortare avstånd än jetflygplan skulle spridningen inte hinna bli lika stor. Precisionen blev dock om möjligt ännu sämre eftersom helikoptrar flög mycket långsammare än flygplan och dessutom påverkades raketerna av luftströmmen från rotorn. Därför utvecklades en ny motor som gav raketen mer rotation och därmed bättre stabilitet.
För användning mot markmål utvecklades en hel rad olika stridsspetsar för FFAR-raketerna. De flesta av dem kompatibla med det modernare Hydra 70-systemet. Även om Hydra 70 har ersatt FFAR inom USA:s väpnade styrkor används FFAR fortfarande i många länder och tillverkas fortfarande i bland annat Belgien.
Som jaktraket avfyrades FFAR från rakettuber integrerade med vapenbärande flygplan, men som attackraket avfyrades den vanligen från raketkapslar med 7 eller 19 raketer.

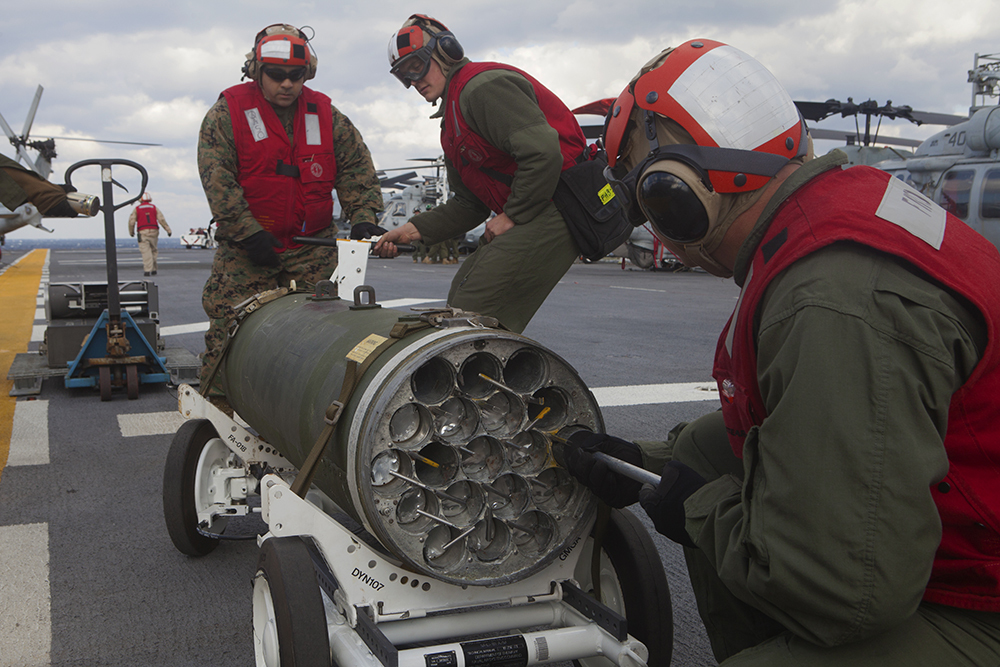
Personal från USA:s marinkår laddar en LAU-61 raketkapsel med raketer.